# Dordji Banzarov

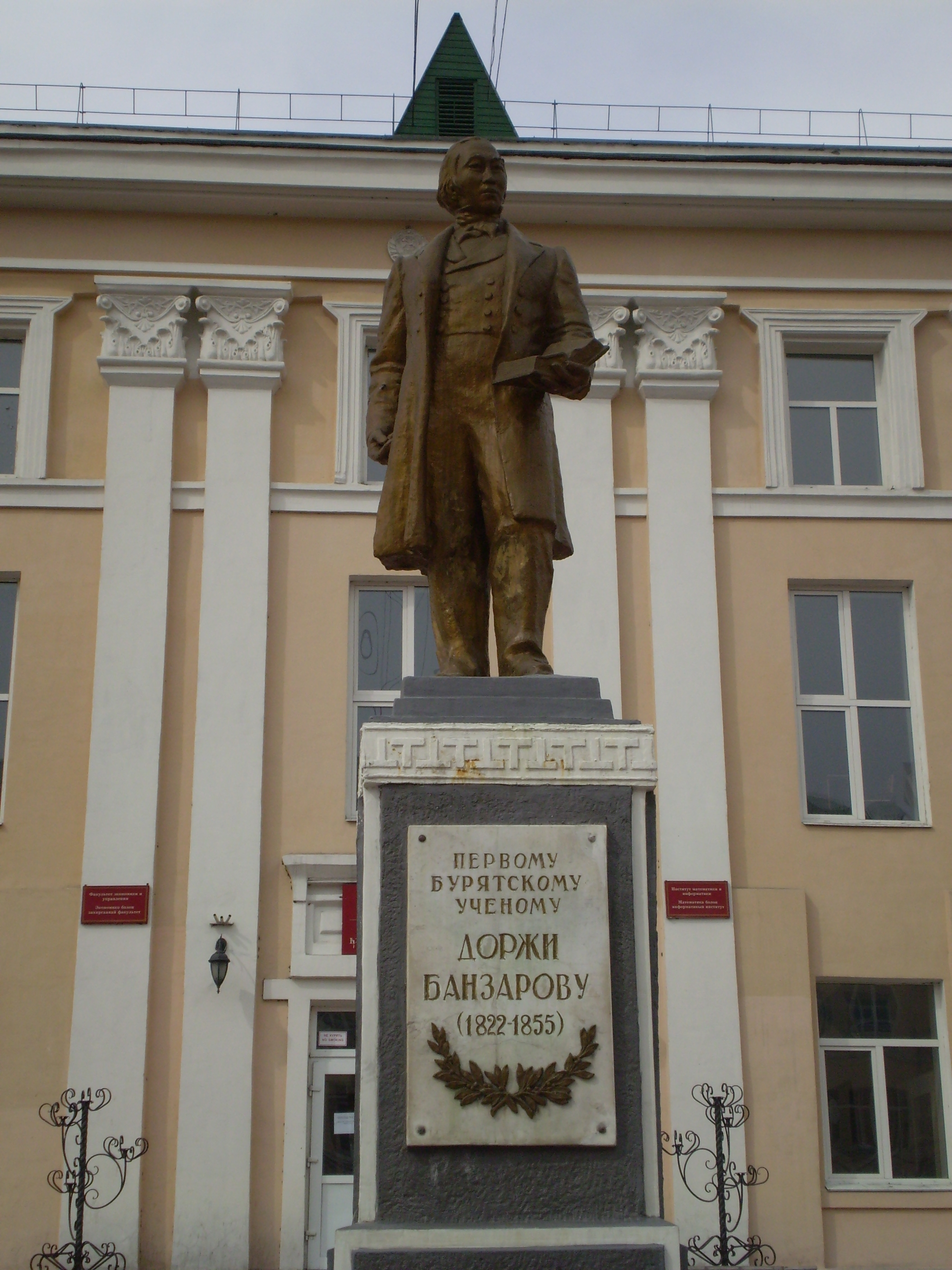
Dordji Banzarov, Burjatische Universität, Ulan-Ude

Dordji Banzarov bzw. Dorji Banzarov/Dorschi Bansarow (russisch Доржи Банзаров; * 1822; † 1855) war ein buriatischer Historiker und Schamanologe, der sein Schaffen der Geschichte der Mongolen widmete. Sein bekanntestes Werk ist das über den Schamanismus der Mongolen bzw. Burjaten (Černaja vera ili šamanstvo u mongolov).
Er stammt aus dem Distrikt Selenginsk, besuchte eine russisch-mongolische Schule und eine russische Universität.

## Werke
- Dorji Banzarov: The Black Faith, or Shamanism Among the Mongols. In: Mongolian Studies. Journal of the Mongolia Society. Band 7, 1981–1982, S. 53–91.